# دنبالش می‌گشتم (ترانه امیر حداد)
«دنبالش می‌گشتم» (به فرانسوی: J'ai cherché) تک‌آهنگی از هنرمند اهل فرانسه امیر حداد است که در سال ۲۰۱۶ میلادی منتشر شد. این ترانه نماینده فرانسه در یوروویژن ۲۰۱۶ بود.